# بارلاسينا
بارلاسينا هي بلدية في مقاطعة مونزا وبريانزا في إقليم لومباردي الإيطالي، وتقع على بعد حوالي 28 كيلومتر (17 ميل) من مدينة مونزا. شمال ميلانو و 17 كيلومتر (11 ميل) جنوب كومو .

## روابط خارجية
- الموقع الرسمي